# Кроулі (округ, Колорадо)
Шаблон:StateAbbr_ 38°20′ пн. ш. 103°47′ зх. д. / 38.33° пн. ш. 103.79° зх. д.
Округ Кроулі (англ. Crowley County) — округ (графство) у штаті Колорадо, США. Ідентифікатор округу 08025.

## Історія
Округ утворений 1911 року.

## Демографія
За даними перепису 
2000 року 
загальне населення округу становило 5518 осіб, усе сільське.
Серед мешканців округу чоловіків було 3711, а жінок — 1807. В окрузі було 1358 домогосподарств, 958 родин, які мешкали в 1542 будинках.
Середній розмір родини становив 3,12.
Віковий розподіл населення поданий у таблиці:
| Стать    | До 15 років | 15-21 | 22-29 | 30-39 | 40-49 | 50-65 | 65-85 | Понад 85 |
| -------- | ----------- | ----- | ----- | ----- | ----- | ----- | ----- | -------- |
| Чоловіки | 439         | 295   | 612   | 915   | 735   | 446   | 238   | 31       |
| Жінки    | 394         | 174   | 121   | 261   | 243   | 286   | 278   | 50       |

## Суміжні округи
- Лінкольн — північ
- Отеро — південь
- Кайова — схід
- Пуебло — захід
- Ель-Пасо — північний захід

## Виноски
1. ↑  U.S. Decennial Census. United States Census Bureau. Архів оригіналу за 26 квітня 2015. Процитовано 7 червня 2014.
2. ↑  Historical Census Browser. University of Virginia Library. Архів оригіналу за 11 серпня 2012. Процитовано 7 червня 2014.
3. ↑  Population of Counties by Decennial Census: 1900 to 1990. United States Census Bureau. Архів оригіналу за 31 липня 2014. Процитовано 7 червня 2014.
4. ↑  Census 2000 PHC-T-4. Ranking Tables for Counties: 1990 and 2000 (PDF). United States Census Bureau. Архів оригіналу (PDF) за 18 грудня 2014. Процитовано 7 червня 2014.
5. ↑  State & County QuickFacts. United States Census Bureau. Архів оригіналу за 27 січня 2016. Процитовано 25 січня 2014.(англ.) Наведено за англійською вікіпедією.
6. ↑  American FactFinder. Бюро перепису населення США. Архів оригіналу за 29 липня 2011. Процитовано 31 січня 2008.

| США | Це незавершена стаття з географії США. Ви можете допомогти проєкту, виправивши або дописавши її. |